# Sainte-Marie-du-Bois, Manche

Sainte-Marie-du-Bois este o comună în departamentul Manche, Franța. În 1 ianuarie 2018 avea o populație de 59 de locuitori.